# 北村謙次
北村 謙次（きたむら けんじ、6月17日 - ）は、日本の男性声優。東京都出身。アクセント所属。

## 略歴
東京アナウンス学院、ぷろだくしょんバオバブ附属養成所「B・A・O」を経て、2009年よりぷろだくしょんバオバブに所属。
2019年7月31日をもってぷろだくしょんバオバブを退所し、フリーになったことを発表。
2023年10月3日、アクセントへの移籍を自身のSNSで発表。

## 人物
資格は普通自動車免許、危険物取扱者乙種第4類。
趣味はドライブ作品の聖地巡りブランド「CUNE」のTシャツ集め。特技は水泳、反復横跳び、自動車の車種当て。

## 出演

### テレビアニメ
2011年
- 僕は友達が少ない（2011年 - 2013年、魔人アシュタロス、男子生徒、男子生徒B、ロマ佐賀ナレーション、金魚すくい屋台のオヤジ）- 2シリーズ
- 魔乳秘剣帖（子分A）

2012年
- AKB0048（警備兵A、DES兵、DES兵イ）
- カンピオーネ! 〜まつろわぬ神々と神殺しの魔王〜（峨狼、ゴーレム）
- クイーンズブレイド リベリオン（市民）
- PSYCHO-PASS サイコパス（老教諭）
- 灼眼のシャナIII-FINAL-（“深隠の柎”ギュウキ）
- じょしらく（ドイツ人、クマ、売人B）
- ドラえもん（テレビ朝日版第2期）（2012年 - 2019年、アナウンサー、工事のおじさん、オオカミ男、監督、毘沙門天 他）
- 魔乳秘剣帖（子分A）
- もやしもん リターンズ（学生A）
- リトルバスターズ!（2012年 - 2013年、生徒B、柔道部主将）

2013年
- THE UNLIMITED 兵部京介（ヘリ兵）
- とある科学の超電磁砲S（スキルアウト、所員、黒服）
- 機巧少女は傷つかない（乗客B）

2014年
- 愛・天地無用!（老執事、本部長/GP本部長、GPSWAT隊員）
- M3〜ソノ黒キ鋼〜（アカシの父）
- DRAMAtical Murder（スクラッチメンバーB）
- 魔弾の王と戦姫（敵部隊長）
- 名探偵コナン（店員）

2015年
- 俺物語!!（サスペンス映画の俳優）
- 銀魂゜（警報アナウンス、大魔王たけし）
- GATE 自衛隊 彼の地にて、斯く戦えり（副官、ポダワン）
- DOG DAYS''（ドルグ卿）
- トライブクルクル（ギャラガー、坂上親父）
- 忍たま乱太郎（2015年 - 2020年、幼稚園の園長、男）
- ハッカドール THE あにめ〜しょん（石川刑事、黒服）
- ブレイブビーツ（2015年 - 2016年、ダンス王、タンク、パンク）
- ルパン三世 PART IV（2015年 - 2016年、男B、デケレ、ギャングC、猿蔵）

2016年
- 機動戦士ガンダムUC RE:0096（ガランシェールのクルー）

2017年
- クレヨンしんちゃん（頑固おやじ）

2018年
- 異世界魔王と召喚少女の奴隷魔術（オウロウ）
- バキ（俵矢）

2019年
- ルパン三世 グッバイ・パートナー（ホテル支配人）

2020年
- 最響カミズモード!（2020年 - 2021年、ザンギエン）

2021年
- ましろのおと（ジル）

2022年
- 史上最強の大魔王、村人Aに転生する（ボスゴブリン、魔族リーダー）

2023年
- 勇者が死んだ!（用心棒）

### 劇場アニメ
- STAND BY ME ドラえもん（2014年）
- クレヨンしんちゃん オラの引越し物語 サボテン大襲撃（2015年、ルチャドール）
- 映画ドラえもん のび太の宇宙英雄記（2015年、手下）
- LUPIN THE IIIRD 血煙の石川五ェ門（2017年、鉄竜会組員 佐古田[7]）
- クレヨンしんちゃん 爆盛!カンフーボーイズ〜拉麺大乱〜（2018年、店員D）

### OVA
- 機動戦士ガンダムUC（2011年、整備士長）
- HELLSING（2012年、SS[8]）
- カガクなヤツら（2013年、ミノタウルス）
- 史上最強の弟子ケンイチ（2013年、道場主）※単行本第54巻OVA付き特装版
- 史上最強の弟子ケンイチ（2014年、リチャードIII号）※単行本第55巻OVA付き特装版

### Webアニメ
- アニメで分かる心療内科（2015年、師匠、トレーナー、織田信長、男C、オッサン、店員B、心理士B）
- 無限の住人-IMMORTAL-（2020年、出羽介）

### ゲーム
2009年
- メモリーズオフ6 Next Relation（教師 他）

2013年
- ソードアート・オンライン -インフィニティ・モーメント-

2014年
- 第3次スーパーロボット大戦Z 時獄篇
- ソードアート・オンライン -ホロウ・フラグメント-
- マブラヴ オルタネイティヴ トータル・イクリプス（グェン大尉） - PC版

2017年
- ファイアーエムブレム ヒーローズ（ドルカス）
- クレヨンしんちゃん 激アツ!おでんわ〜るど大コン乱!（ナベスキー・コンニャック、こんブック先生）

2018年
- アトリエオンライン 〜ブレセイルの錬金術士〜（オレガノ）

2019年
- キングダム ハーツIII
- クイズRPG 魔法使いと黒猫のウィズ（マサン）
- League of Legends（サイラス）

2020年
- ファイナルファンタジーVII リメイク（ソッチ）

2024年
- ファイナルファンタジーVII リバース（ソッチ）
- Rise of the Ronin（山田浅右衛門）
- 神之塔：NEW WORLD（[狂犬]バラガブ）
- モンスターストライク（エンベズラー）

2025年
- 機動戦士ガンダム U.C. ENGAGE（デューン）

### 吹き替え

#### 映画
- エベレスト 3D（マダン）
- オデッセイ（タイマー管制官男）
- ガーディアンズ・オブ・ギャラクシー（サカアラン兵1）
- キャリー（ジョージ・ドーソン[15]）
- キラー・エリート（ハリス〈ラッキー・ヒューム〉）
- サボタージュ（エディ・“ネック”・ジョーダン〈ジョシュ・ホロウェイ〉）
- スター・ウォーズシリーズ
  - スター・ウォーズ/フォースの覚醒
  - スター・ウォーズ/最後のジェダイ
- スターリングラード 史上最大の市街戦（ニキフォロフ〈アレクセイ・バラバシュ〉）
- SAFE/セイフ（バシリー・ドチェスキー〈ジョセフ・シコラ〉）
- 007 スペクター（ヒンクス〈デイヴ・バウティスタ〉）
- 探偵マーロウ（セドリック〈アドウェール・アキノエ＝アグバエ〉[16]）
- ハウエルズ家のちょっとおかしなお葬式（男性訪問客）
- はじまりのうた（トラブルガム〈シーロー・グリーン〉）
- BFG: ビッグ・フレンドリー・ジャイアント（ダラリー）
- ファンタスティック・フォー（ジミーの友達2）
- ブレイクスルー 奇跡の生還（トミー・シャイン〈マイク・コルター〉[17]）
- メカニック（バーク〈ジェフ・チェイス〉）
- ライアー・ハウス（クーリー保安官〈レイ・リオッタ〉）
- LIFE!/ライフ（ヘリコプターのパイロット〈オラフル・ダッリ・オラフソン〉）※ザ・シネマ版
- ラッシュ/プライドと友情（独・場内実況）
- ルパン三世
- ロンドンゾンビ紀行（ミッキー）

#### ドラマ
- アンフォゲッタブル 完全記憶捜査
- グッド・ワイフ
- ザ・ラストシップ（ジーター先任曹長〈チャールズ・パーネル〉）
- サンズ・オブ・アナーキー（ウェイン・アンサー〈デイトン・キャリー〉）
- スターゲイト アトランティス シーズン4（ネヴィク 他）
- ナース・ジャッキー3
- HAWAII FIVE-0
- THE FLASH/フラッシュ シーズン1 #21（グロッド）
- マンダロリアン（バーグ）
- ユーリカ シーズン3（セバスチャン・マークス博士）
- ラスト・リゾート 孤高の戦艦（マーカス・チャプリン艦長〈アンドレ・ブラウアー〉[18]）
- 流星剣侠伝 大人物（葛不常）
- LUCIFER/ルシファー（アメナディエル〈D・B・ウッドサイド〉）
- LAW & ORDER:クリミナル・インテント

#### アニメ
- インサイド・ヘッド2（クライヒミツ[19]）
- カーズトゥーン ラジエーター・スプリングスの仲間たち（ブルー・グリット）
- ガーディアンズ・オブ・ギャラクシー
- 怪奇ゾーン グラビティフォールズ（ブラブス保安官、グレンダ 他）
- カンフー・パンダ ザ・シリーズ（テムタイ）
- ゆかいなみつばちファミリー
- Yasuke -ヤスケ-（アチョウジャ[20]）